# Volkovce
Volkovce (allemand : Walkowitz, hongrois : Valkóc) est un village de Slovaquie situé dans la région de Nitra.

## Histoire
Première mention écrite du village en 1209.

## Démographie

### Évolution de la population
| Année:               | 1994. | 2004.   | 2014.   | 2024.   |
| -------------------- | ----- | ------- | ------- | ------- |
| Nombre de personnes: | 1014  | 1011    | 1020    | 1006    |
| Différence:          |       | -0,29 % | +0,89 % | -1,37 % |

| Année:               | 2023. | 2024.   |
| -------------------- | ----- | ------- |
| Nombre de personnes: | 1001  | 1006    |
| Différence:          |       | +0,49 % |